# Caribovia glabra
Caribovia glabra är en insektsart som beskrevs av Young 1977. Caribovia glabra ingår i släktet Caribovia och familjen dvärgstritar. Inga underarter finns listade i Catalogue of Life.